# Aristolochia thibetica
Aristolochia thibetica är en piprankeväxtart som beskrevs av Adrien René Franchet. Aristolochia thibetica ingår i släktet piprankor, och familjen piprankeväxter. Inga underarter finns listade i Catalogue of Life.